# Megadontomys
Megadontomys là một chi động vật có vú trong họ Cricetidae, bộ Gặm nhấm. Chi này được Merriam miêu tả năm 1898. Loài điển hình của chi này là Peromyscus thomasi Merriam, 1898.

## Các loài
Chi này gồm các loài: